# Gunnar Berggren
Gunnar Berggren   (Estocolm, 26 de gener de 1908 - Estocolm, 2 de setembre de 1983) va ser un boxejador suec que va competir entre les dècades de 1920 i 1930.
El 1928 va prendre part en els Jocs Olímpics d'Amsterdam, on guanyà la medalla de bronze de la categoria del pes lleuger, en perdre en semifinals contra Stephen Halaiko i guanyar en el combat per la tercera posició a Hans Jacob Nielsen.
Com a professional, entre 1928 i 1936, va disputar 32 combats, amb un balanç de 13 victòries, 8 derrotes i 11 combats nuls.